# 十字路駅
十字路駅（じゅうじろえき）は、台湾嘉義県阿里山郷にある阿里山森林鉄路阿里山線の駅。
標高は1,534メートル。十字路山（標高1,558メートル）の南麓の尾根上にあり、阿里山古道や周辺村落の古道が交わることから命名された。

## 駅構造
上下列車が交換できるよう、副本線1線をもち、ステップ式の簡易な仮設台のみ備えている地上駅。
ホームから見て左側が事務室、右側が待合室という交力坪駅と同じ構成。

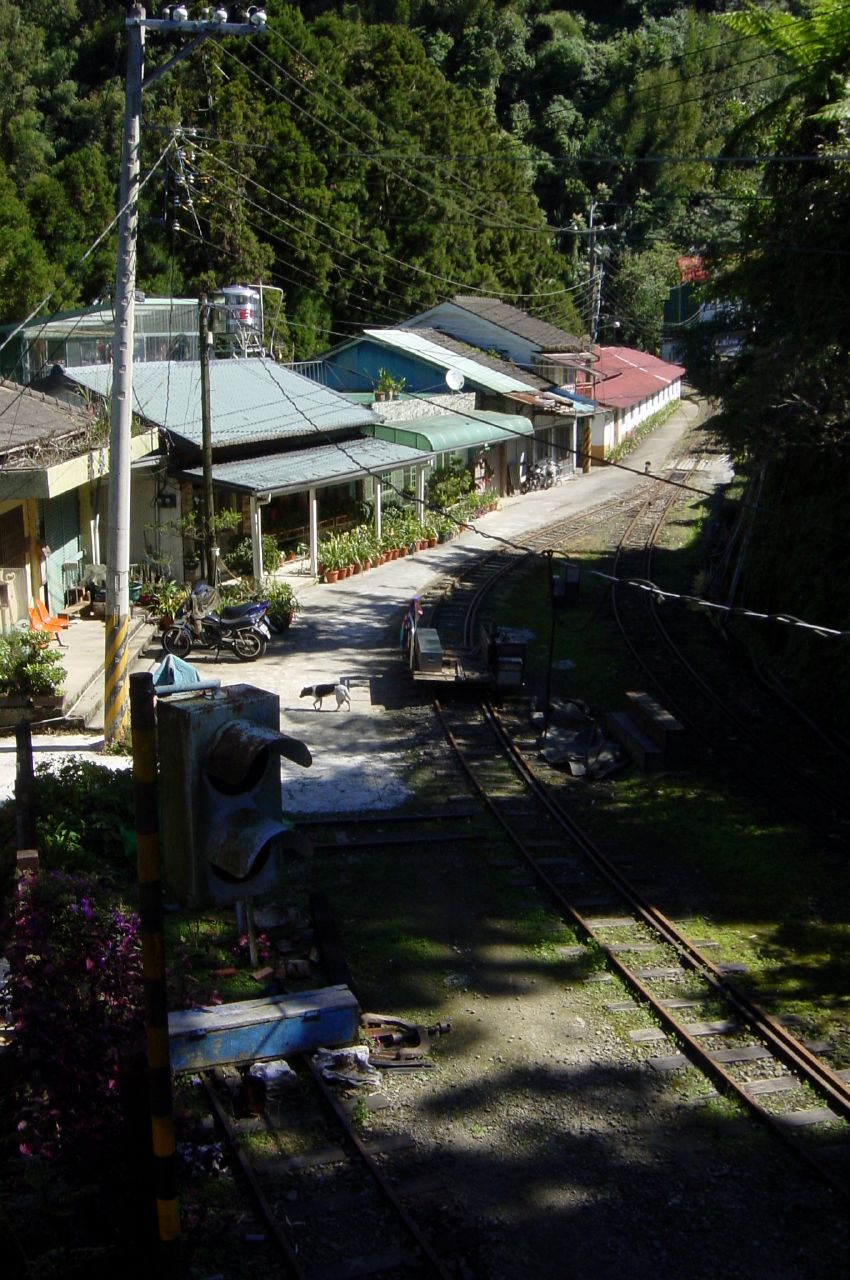
駅遠景
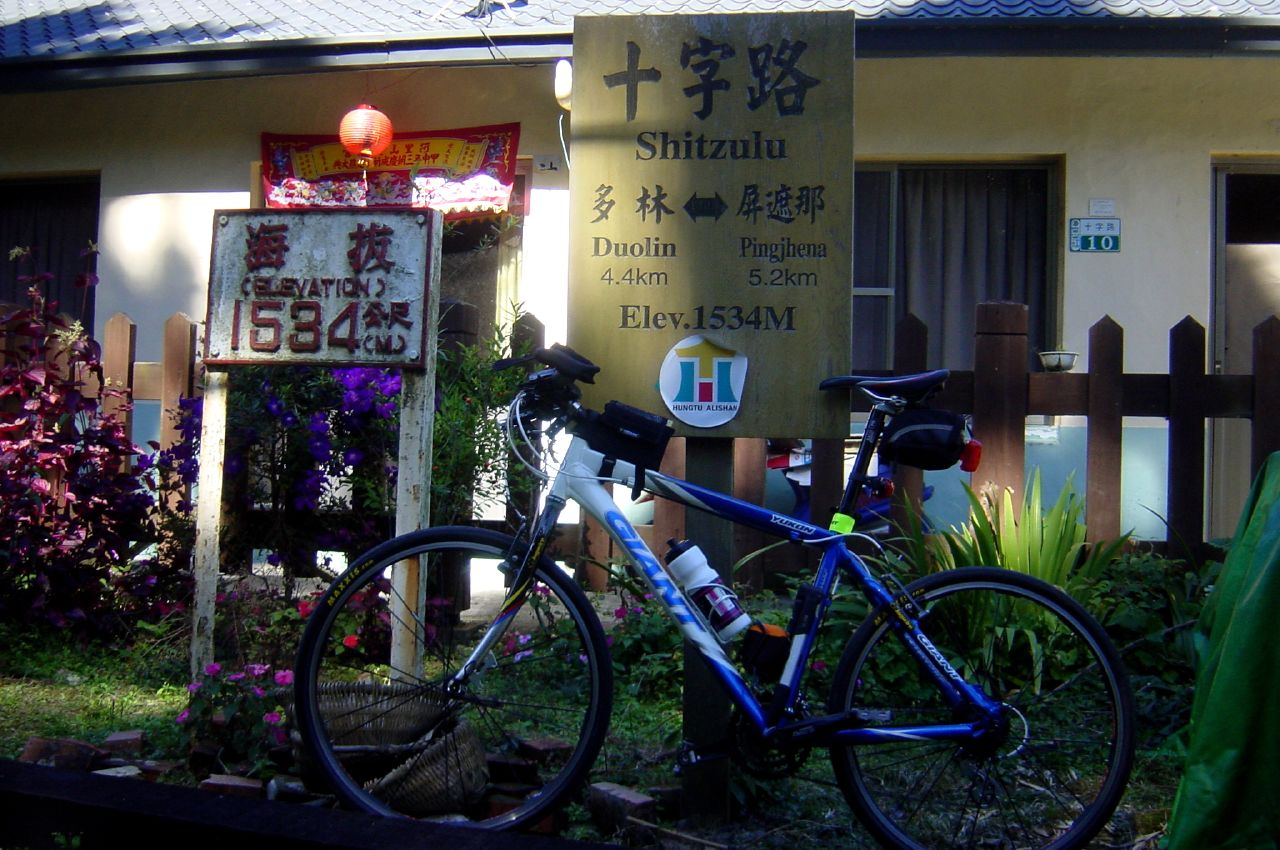
駅名標

## 利用状況
当駅と第一分道駅間が八八水害により寸断されている。2017年7月よりクルージング列車が嘉義駅と当駅の間で運行を開始。

## 駅周辺
- 台18線（阿里山公路）：当駅が阿里山線で最も近接する。
- 嘉義県阿里山郷十字国小
- 嘉義県政府警察局竹崎分局十字派出所
- 公路総局第五区工程処阿里山工務段石卓監工站

## バス
停留所名は《十字村》
| 系統 | 事業者       | 区間                | 備考                               |
| ---- | ------------ | ------------------- | ---------------------------------- |
| 7322 | 嘉義県公車処 | 嘉義 - 阿里山       | 台湾好行奮起湖石棹阿里山（B1）線。 |
| 7329 | 嘉義県公車処 | 高鉄嘉義駅 - 阿里山 | 台湾好行阿里山（A）線。            |

## 歴史
- 1912年10月1日 - 開業。
- 1999年9月21日 - 921大地震で不通に。
- 2003年 - 駅至近に木造の展望台ができる。
- 2009年8月8日 - 八八水害により再度不通に。
- 2016年9月 - 奮起湖駅から当駅まで試運転[1]。
- 2017年7月5日 - 奮起湖駅から当駅までの区間が復旧、週1便のクルージング列車運行開始[2][3][4]。

## 隣の駅
阿里山森林鉄路
■阿里山線
多林駅 - 十字路駅 - 屏遮那駅